# Frank Moorhouse
Œuvres principales
Dark Palace
Frank Moorhouse, AM, né le 21 décembre 1938 à Nowra-Bomaderry (Nouvelle-Galles du Sud) et mort le 26 juin 2022 à Sydney (Nouvelle-Galles du Sud), est un écrivain et scénariste australien.

## Biographie
Après son service militaire obligatoire, Frank Moorhouse fait des études supérieures en sciences politiques, en histoire de l'Australie, en langue anglaise, en journalisme et en droit à l'université du Queensland en tant qu'étudiant externe, tout en travaillant comme journaliste dans le milieu de la presse à Sydney et à Wagga Wagga.
Il épouse sa petite amie de lycée, Wendy Halloway en 1959, mais le couple, sans enfants, se sépare quatre ans plus tard. Depuis, Frank Moorhouse mène une vie ouvertement bisexuelle, et parfois turbulente en raison de son androgynie, ce qu'il raconte dans son livre Martini: a Memoir (2001). Il y expose sa philosophie, fondée sur la franchise personnelle, et déclare que chacun doit s'efforcer de toujours donner des réponses honnêtes. Il remet ainsi en question la notion de séparation entre les vies publique et privée et la notion même de vie privée.
Au cours de ses recherches pour la rédaction de ses romans, il vit successivement à Genève, en France, à Washington, à Cambridge et à Canberra. Il signe également des scénarios dont certains sont des adaptations au cinéma de ses propres œuvres..
Il reçoit le prix Miles Franklin en 2001 pour Dark Palace.
Il est membre de l'ordre d'Australie.

### Mort
Frank Moorhouse décède dans un hôpital de Sydney le 26 juin 2022, âgé de 83 ans.

## Œuvre

### Romans
- Conference-ville (1976)
- Forty-seventeen (1988) Publié en français sous le titre Quarante, dix-sept, traduit par Jean-Paul Delamotte, Paris, Éditions Quai Voltaire, 1992, 241 p.  (ISBN 2-87653-138-0) ; réédition, Payot et Rivages, Rivages poche. Bibliothèque étrangère no 112, 1994
- Grand Days (1993) Publié en français sous le titre Tout un monde d'espoir, traduit par Jean-Paul Delamotte et Daniel Bismuth, Paris, Éditions Belfond, coll. « Grands romans », 1996, 485 p.  (ISBN 2-7144-3298-0)
- Dark Palace (2000)
- Cold Light (2011)

### Recueils de nouvelles
- Futility and other animals (1969)
- The Americans, baby : a discontinuous narrative of stories and fragments (1972)
- The electrical experience : a discontinuous narrative (1974)
- Tales of mystery and romance (1977)
- The Everlasting Secret Family (1980)

### Autres publications
- Room service : comic writings of Frank Moorhouse (1985)
- Loose Living (1995)
- Martini: A Memoir (2001)
- The Inspector-General of Misconception : the ultimate compendium to sorting things out (2002)

### Recueils de nouvelles français
Recueils français composés à partir de divers recueils originaux
- Coca-Cola Kid, et autres récits, traduit par Jean-Paul Delamotte, Paris, Presses de la Renaissance, 1985, 273 p.  (ISBN 2-85616-343-2)
- Un Australien garanti d’époque : trois récits, traduit par Jean-Paul Delamotte, Boulogne-Billancourt, Éditions La Petite maison, coll. « Ici aussi », 1987, 93 p. (BNF 34964231)

### Scénarios

#### Au cinéma
- 1974 : Between Wars, film australien réalisé par Michael Thornhill, scénario original de Moorhouse
- 1985 : Coca Cola Kid, film australien réalisé par Dušan Makavejev, d'après la nouvelle éponyme, avec Eric Roberts et Greta Scacchi
- 1988 : The Everlasting Secret Family, film australien réalisé par Michael Thornhill, d'après la nouvelle éponyme

#### À la télévision
- 1983 : Who Killed Baby Azaria?, téléfilm australien réalisé par Michael Thornhill, scénario original de Moorhouse
- 1984 : Conferenceville, téléfilm australien réalisé par Julian Pringle, d'après le roman éponyme